# The Heag (Vementry)
The Heag ist eine kleine Insel, die im Westen der, zu Schottland zählenden Shetlands liegt.

## Geographie
The Heag ist eine kleine, felsige Insel, die vor der nördlichen Küste der Halbinsel Walls liegt. Weitere Inseln in der Nähe sind das, deutlich größere Vementry im Osten, Gruna im Südosten sowie Linga im Süden. Etwa 3 Kilometer im Westen liegt eine Insel mit dem gleichen Namen.

## Historisches
Im Rahmen der historischen Gliederung Schottlands in Civil Parishes zählt The Heag zu Sandsting.